# Bộ Khoa học, Công nghệ và Môi trường (Cuba)
Bộ Khoa học, Công nghệ và Môi trường Cộng hòa Cuba (tiếng Tây Ban Nha: Ministerio de Ciencia, Tecnología y Medio Ambiente de la República de Cuba), viết tắt CITMA, là cơ quan chính phủ Cuba giám sát hoạt động chính trị của nhà nước trong các vấn đề khoa học, công nghệ, môi trường và việc sử dụng năng lượng hạt nhân ở Cuba. Trụ sở chính tọa lạc trong tòa nhà Calle Línea, con phố ở trung tâm La Habana nằm cạnh Malecón và một phần của Vedado, một phường thuộc khu tự quản Plaza de la Revolución.

## Lịch sử
Bộ Khoa học, Công nghệ và Môi trường được thành lập vào năm 1994, với tư cách là cơ quan kế thừa của Viện Hàn lâm Khoa học Cuba. Bộ trưởng hiện tại là Elba Rosa Pérez Montoya tại nhiệm từ năm 2012, bộ trưởng tiền nhiệm là José Miguel Miyar Barruecos giữ chức từ tháng 3 năm 2009 đến tháng 3 năm 2012.

## Chức năng
CITMA thúc đẩy chính sách môi trường và nghiên cứu khoa học, như việc sử dụng năng lượng hạt nhân một cách hòa bình, theo cách tích hợp và phối hợp chặt chẽ nhằm đóng góp cho sự phát triển bền vững của nhà nước. Bên cạnh những quyền hạn chung cho tất cả các cơ quan hành chính trung ương của nhà nước, nó còn có những quyền hạn và chức năng cụ thể sau:
- Đề xuất, đánh giá chiến lược, chính sách khoa học và công nghệ phù hợp với sự phát triển kinh tế - xã hội của đất nước, xác lập mục tiêu, ưu tiên, đường lối, chương trình tương ứng, chỉ đạo và kiểm soát việc thực hiện.
- Chỉ đạo, kiểm soát quá trình chuẩn bị, thực hiện và đánh giá chương trình nghiên cứu khoa học và đổi mới công nghệ.
- Thúc đẩy và tạo điều kiện thuận lợi cho sự tham gia của cộng đồng khoa học trong việc phát triển và đánh giá chiến lược và chính sách khoa học và công nghệ.
- Đề xuất chiến lược, chính sách cần thực hiện cho quá trình xây dựng kế hoạch và ngân sách dành cho đổi mới khoa học và công nghệ theo các ưu tiên đã được phê duyệt.
- Chỉ đạo, điều phối và kiểm soát quá trình tích hợp khoa học, công nghệ, sản xuất và các nhân tố khác; trong việc tạo ra và sử dụng tri thức khoa học, kỹ thuật thông qua các trung tâm khoa học và những hình thức tích hợp khác liên quan đến hoạt động ưu tiên.

## Cơ quan
Bộ này giao nhiệm vụ cho nhiều cơ quan, trung tâm và tổ chức liên quan đến lĩnh vực quản lý dưới quyền mình, trong đó có:
- Cục Môi trường (Agencia de Medio Ambiente, AMA)
- Trung tâm Thông tin, Quản lý và Giáo dục Môi trường (Centro de Información, Gestión y Educación Ambiental, CIGEA)
- Viện Địa vật lý và Thiên văn học (Instituto de Geofísica y Astronomía, IGA)
- Viện Địa lý Nhiệt đới (Instituto de Geografía Tropical, IGT)
- Viện Khí tượng học (Instituto de Meteorología, INSMET)
- Trung tâm Kiểm định và Kiểm soát Môi trường (Centro de Inspección y Control Ambiental, CICA)
- Hệ thống Khu bảo tồn Quốc gia Cuba (Sistema Nacional de Áreas Protegidas de Cuba, SNAP)